# Pseudospermus viridescens
Pseudospermus viridescens är en skalbaggsart som beskrevs av Stefan von Breuning 1974. Pseudospermus viridescens ingår i släktet Pseudospermus och familjen långhorningar. Inga underarter finns listade i Catalogue of Life.